# Сен-Мишель д’Уэнзе
«Сен-Мишель д’Уэнзе» — конголезский футбольный клуб из города Браззавиль. Выступает в Премьер-лиге Конго. Домашние матчи проводит на стадионе «Стад Альфонс Массемба-Дебат», вмещающем 25 000 зрителей.
Клуб дважды становился чемпионом Конго. В Лиге чемпионов КАФ 2004 команда одержала победу в серии пенальти над габонским «Битамом». Во втором раунде, проиграв в гостевом матче 1:4 камерунскому клубу «Котон Спорт», конголезцы в ответной встрече одержали победу 1:0, которой оказалось недостаточно для продолжения участия в турнире. В Лиге чемпионов КАФ 2011 «Сен-Мишель д’Уэнзе» уступил по сумме двух матчей 0:3 нигерийскому клубу «Эньимба».

## Достижения
- Премьер-лига Конго: 2

2003, 2010

## Международные соревнования
- Лига чемпионов КАФ: 2

2004 — Второй раунд
2011 — Предварительный раунд